# SN 1997el
SN 1997el – supernowa typu Ia odkryta 28 grudnia 1997 roku w galaktyce A045641-0327. W momencie odkrycia miała maksymalną jasność 23,10m.